# Хойна (гміна)
Гміна Хойна (пол. Gmina Chojna) — місько-сільська гміна у північно-західній Польщі. Належить до Ґрифінського повіту Західнопоморського воєводства.
Станом на 31 грудня 2011 у гміні проживало 14061 особа.

## Територія
Згідно з даними за 2007 рік площа гміни становила 332.89 км², у тому числі:
- орні землі: 51.00%
- ліси: 36.00%

Таким чином, площа гміни становить 17.81% площі повіту.

## Населення
Станом на 31 грудня 2011:
| Опис     | Загалом | Загалом | Чоловіки | Чоловіки | Жінки | Жінки |
| -------- | ------- | ------- | -------- | -------- | ----- | ----- |
| одиниця  | осіб    | %       | осіб     | %        | осіб  | %     |
| все      | 14061   | 100     | 6888     | 48.99    | 7173  | 51.01 |
| міське   | 7348    | 100     | 3546     | 48.26    | 3802  | 51.74 |
| сільське | 6713    | 100     | 3342     | 49.78    | 3371  | 50.22 |

## Сусідні гміни
Гміна Хойна межує з такими гмінами: Бане, Відухова, Мешковіце, Моринь, Тшцинсько-Здруй, Цединя.